# Metro de Ekaterimburgo
El Metro de Ekaterimburgo (en ruso: Екатеринбургский метрополитен) es el sistema de metro que da servicio a la ciudad de Ekaterimburgo, Rusia y fue el último metro construido por la Unión Soviética, inaugurado en 1991. Se extiende a lo largo de 12,7 km de largo y cuenta con nueve estaciones que pertenecen a una única línea de metro. Es uno de los más activos en Rusia en términos de pasajeros, ya que ocupa el cuarto lugar, solo por detrás del Metro de Moscú, San Petersburgo y Novosibirsk.

## Historia
La ciudad de Ekaterimburgo, anteriormente llamada Sverdlovsk durante la era soviética, siempre ha sido conocida como la capital informal de los Urales, la división natural entre Europa y Asia y entre Siberia y la Rusia europea. La ciudad creció rápidamente debido a su importancia industrial y de transportes. Los planes para la implantación de un sistema de metro comenzaron a finales de los años 1970 y en 1980 se puso la primera piedra al proyecto.
El estudio de la primera fase del metro de Sverdlovsk fue realizado por el instituto Járkov Metro Proekt de Járkov, Ucrania.  El proyecto de trabajo de la primera fase y el estudio de viabilidad de desarrollo posterior corrió a cargo del instituto local Uralgiprotrans. En la creación del aspecto arquitectónico de las estaciones también asistieron expertos de organizaciones de diseño de Ekaterimburgo. Los nombres de las estaciones durante el diseño y construcción se han cambiado varias veces, junto con los cambios sociopolíticos del país.
El irregular paisaje de la ciudad, así como un centro urbano muy denso, permitió que se alternasen estaciones profundas y otras poco profundas. El 26 de abril de 1991 fue abierto al público el sexto metro de Rusia, el segundo de Siberia y el decimotercero de la Unión Soviética, que se había desfragmentado unos meses antes. Sin embargo, la crisis postsoviética afectó profundamente el desarrollo del Metro de Ekaterimburgo y en la primera fase se construyeron sólo tres estaciones. El presidente ruso Boris Yeltsin desvió fondos para completar la construcción y en 1995 el Metro de la ciudad dobló su longitud. Desde entonces, sólo se ha ampliado en una ocasión.
Cronología
| Tramo                                  | Apertura                |
| -------------------------------------- | ----------------------- |
| Prospekt Kosmonavtov–Mashinostroiteley | 26 de abril de 1991     |
| Mashinostroiteley–Uralskaya            | 22 de diciembre de 1992 |
| Uralskaya–Ploshchad 1905 Goda          | 22 de diciembre de 1994 |
| Ploshchad 1905 Goda–Geologicheskaya    | 30 de diciembre de 2002 |
| Geologicheskaya–Botanicheskaya         | 28 de noviembre de 2011 |
| Estación de Chkalovskaya               | 28 de julio de 2012     |

## Imágenes

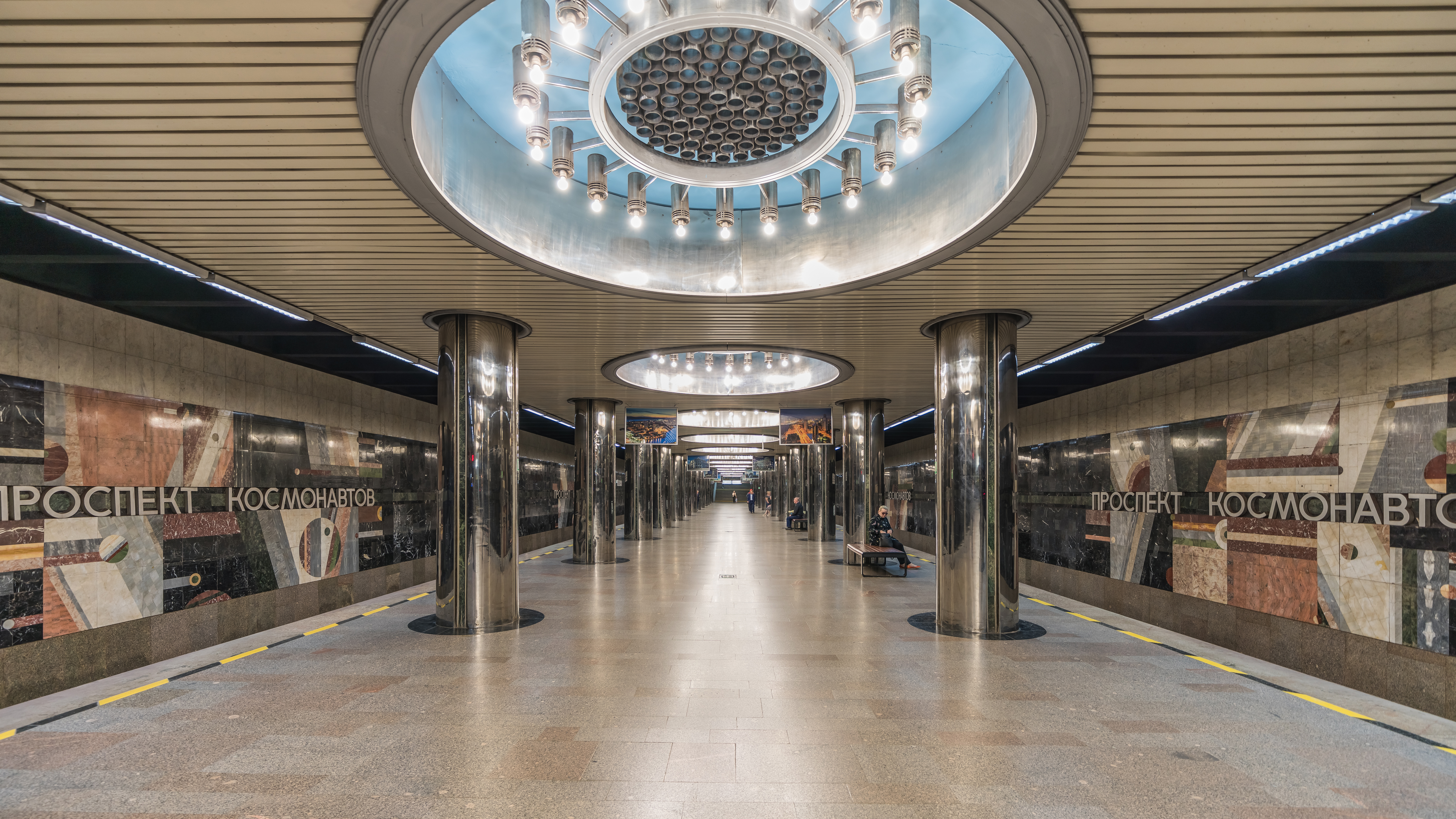
Estación Prospekt Kosmonavtov.
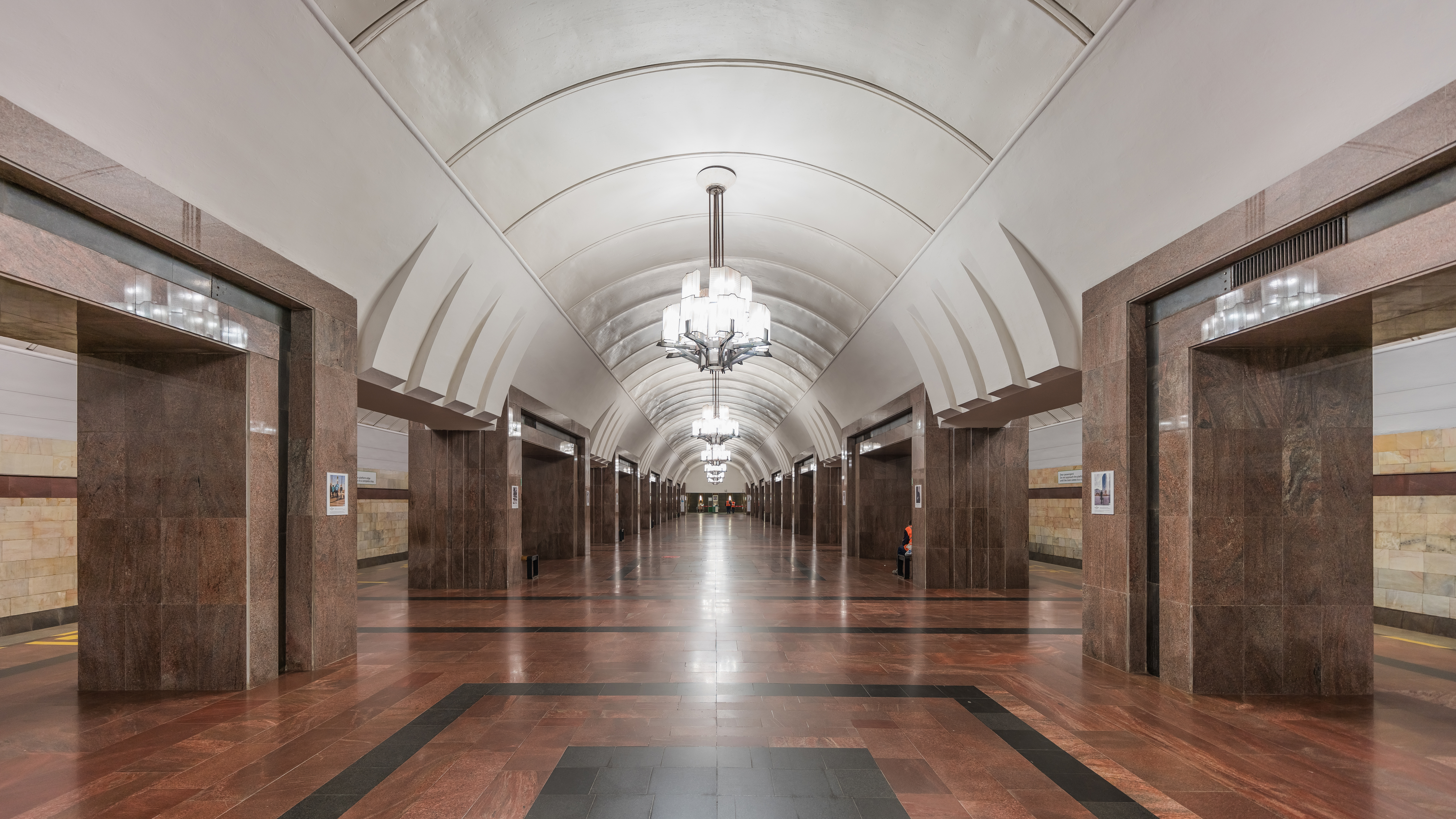
Estación Ploshchad 1905 Goda.
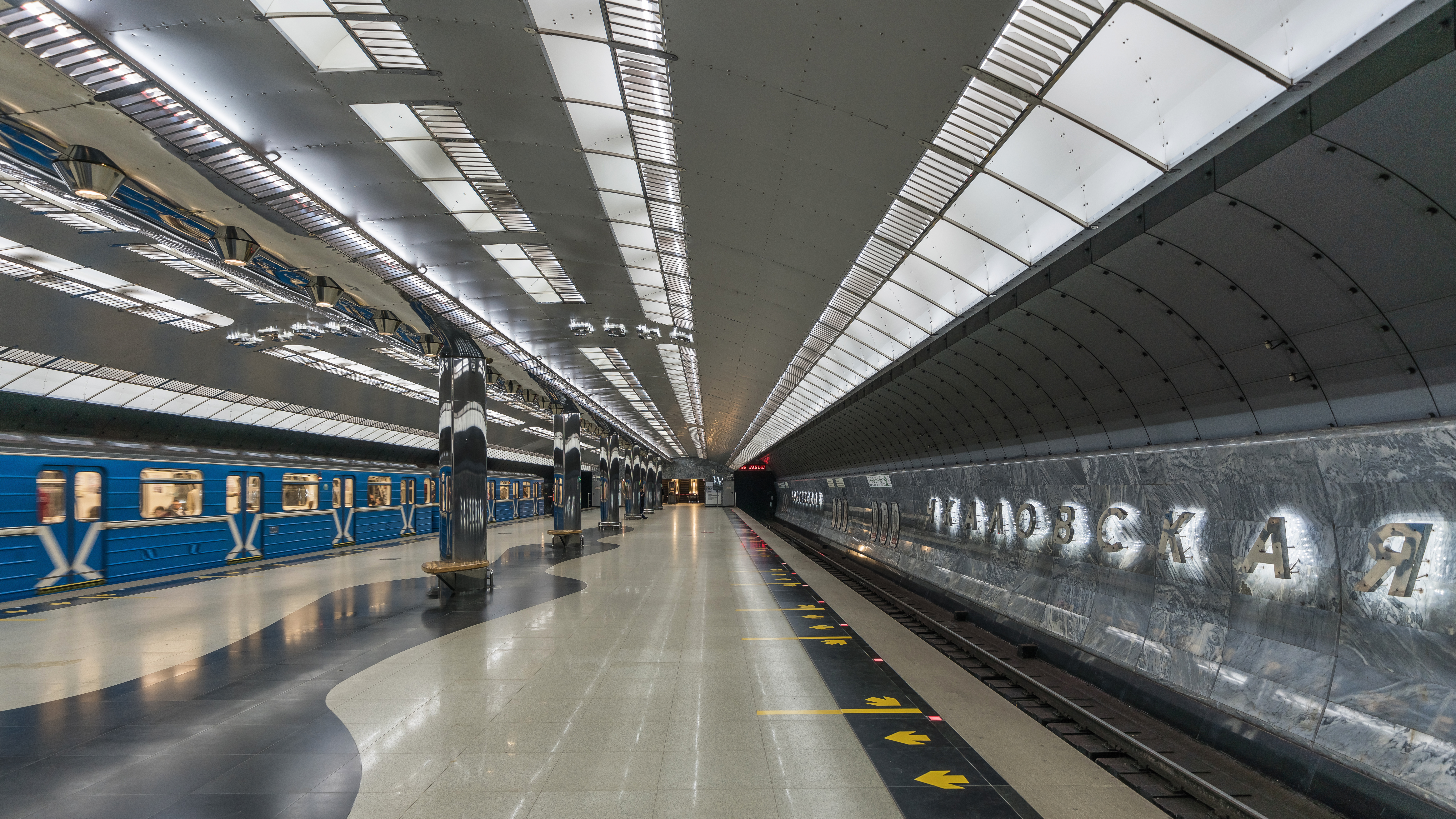
Estación Chkalovskaya.
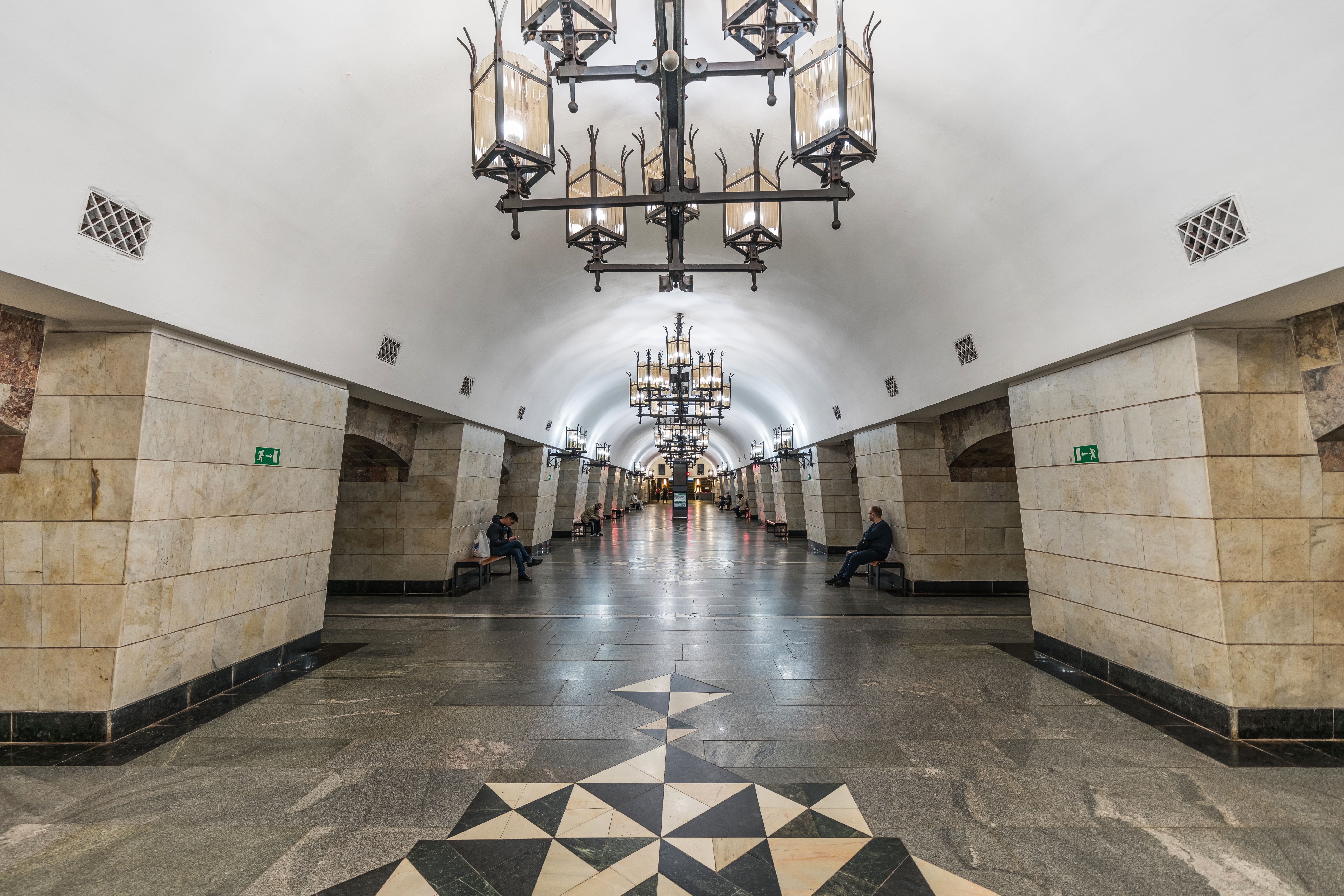
Estación Uralskaya.
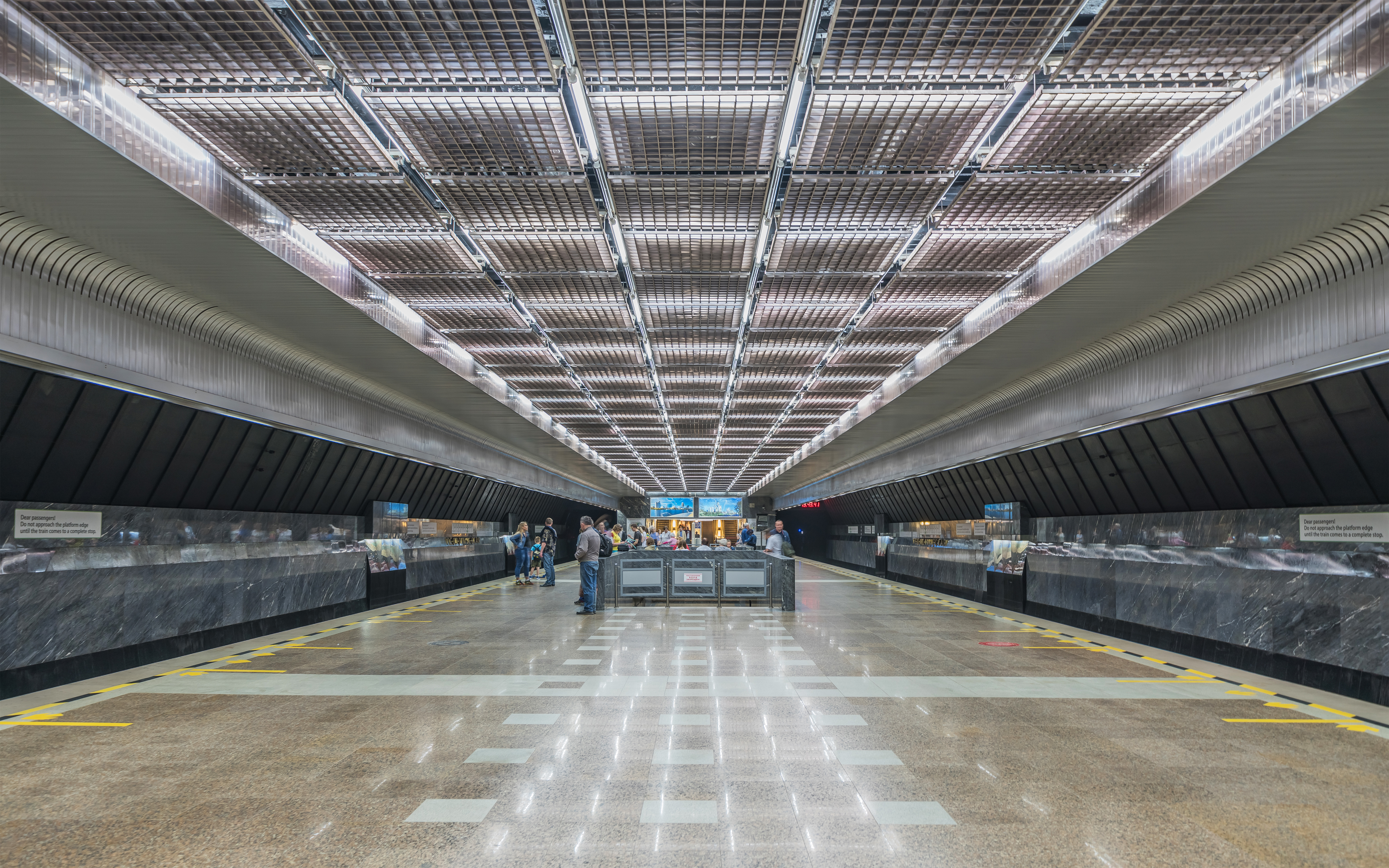
Estación Geologicheskaya.